# Stanton (Gloucestershire)
Stanton – wieś w Anglii, w hrabstwie Gloucestershire, w dystrykcie Tewkesbury. Leży 29 km na północny wschód od miasta Gloucester i 134 km na północny zachód od Londynu.